# Nordeus
A Nordeus é uma desenvolvedora sérvia de jogos para celular com sede em Nova Belgrado. O jogo de estreia do estúdio é maior sucesso é o Top Eleven Football Manager, um jogo de simulação de gerenciamento de futebol social gratuito.

## História
A Nordeus foi fundada em março de 2010 por um ex-funcionários da Microsoft, todos ex-alunos da Faculdade de Engenharia Elétrica da Universidade de Belgrado . Em 2019, a Nordeus tinha 250 funcionários. Em 2 de fevereiro de 2021, a Take-Two Interactive anunciou que havia adquirido a Nordeus por $ 378 milhões.

### Top Eleven - Seja um Treinador de Futebol
Top Eleven é um jogo online de simulação de gerenciamento de futebol desenvolvido e publicado pela Nordeus. Originalmente lançado no Facebook, o jogo foi lançado em plataformas móveis em novembro de 2011.
O jogo permite que os jogadores construam e gerenciem seus próprios clubes de futebol e compitam com outros jogadores. O jogo é freemium e gera receita por meio de compras no aplicativo.
Em março de 2013, José Mourinho tornou-se o promotor do jogo Top Eleven, aparecendo no ícone oficial do jogo, bem como no jogo como conselheiro dos jogadores no modo tutorial.
Graças a acordos de licenciamento, kits oficiais e emblemas de clubes como Liverpool, Real Madrid, Arsenal, Juventus e Borussia Dortmund estão disponíveis para os jogadores comprarem e usarem em seus times.

### Heroic - Magic Duel
Em julho de 2019, a Nordeus anunciou o lançamento de seu novo jogo de estratégia chamado Heroic - Magic Duel . Disponível para iOS e Android, o novo jogo envolve batalhas de pista PvP, onde os jogadores devem atualizar e dominar cinco heróis, cada um com seus próprios recursos, habilidades e características. Resta saber se o novo jogo ganhará tanta popularidade quanto seu antecessor, o Top Eleven.

## Filantropia
A Nordeus doou fundos para a campanha “Battle for Maternity Wards” iniciada pelo Fundo B92, ajudando a equipar totalmente 8 maternidades em Belgrado, Niš, Vranje, Sombor, Kikinda, Zrenjanin e Senta .